# Егон Фрідель
Егон Фрідель (англ. Egon Friedell, прізвище при народженні Friedmann; 21 січня 1878— 16 березня 1938) — австрійський журналіст, історик культури, письменник і театральний критик; також виступав як актор, артист кабаре і конферансьє.

## Життєпис
Народився 21 січня 1878 року у Відні і був третьою дитиною єврейського виробника шовкової тканини Моріца Фрідмана (Moriz Friedmann) і його дружини Кароліни, уродженої Ейзенбергер (Eisenberger). Мати покинула сім'ю, коли Егону був один рік, залишивши трьох дітей з чоловіком. Шлюб батьків розірвано 1887 року. Після смерті батька 1891 року Егон жив з тіткою у Франкфурті-на-Майні.
У Франкфурті відвідував школу, вважався баламутом і був виключений зі школи через неналежну поведінку після двох років навчання. Потім навчався у різних школах Австрії та Німеччини. У вересні 1899 року з четвертої спроби здав іспити до гімназії Конрада Дудена в Бад-Герсфельді. При цьому вже 1897 року вступив як запрошений студент до Берлінського університету Фрідріха-Вільгельма для вивчення німецької мови, науки і філософії. Після закінчення середньої школи він переїхав в Університет Рупрехта-Карла в Гейдельберзі, де навчався у гегелівського історика філософії Куно Фішера.
1899 року, після юридичних позовів з родичами, Егон Фрідель отримав спадщину свого батька, став фінансово незалежним і зміг повністю присвятити себе заняттям у своїх інтересах, які охоплювали різні галузі знань. Він переїхав до квартири у Відні на Gentzgasse, 7, де жив до кінця життя. Від 1900 року Фрідель вивчав у Відні філософію протягом дев'яти семестрів. У цей період часу прийшов до літературного гуртка, який діяв у віденському кафе «Централь» і незабаром став одним з найближчих друзів Петера Альтенберга. Писав есе для газет і журналів, таких як Die Schaubühne і März. 1904 року він одержав докторський ступінь за дисертацію «Novalis als Philosoph», яку опублікував під прізвищем Фрідель, запозичивши її у свого друга Бруно, графа цу Кастель-Рюденгаузена (Bruno, Graf zu Castell-Rüdenhausen, 1877—1923).

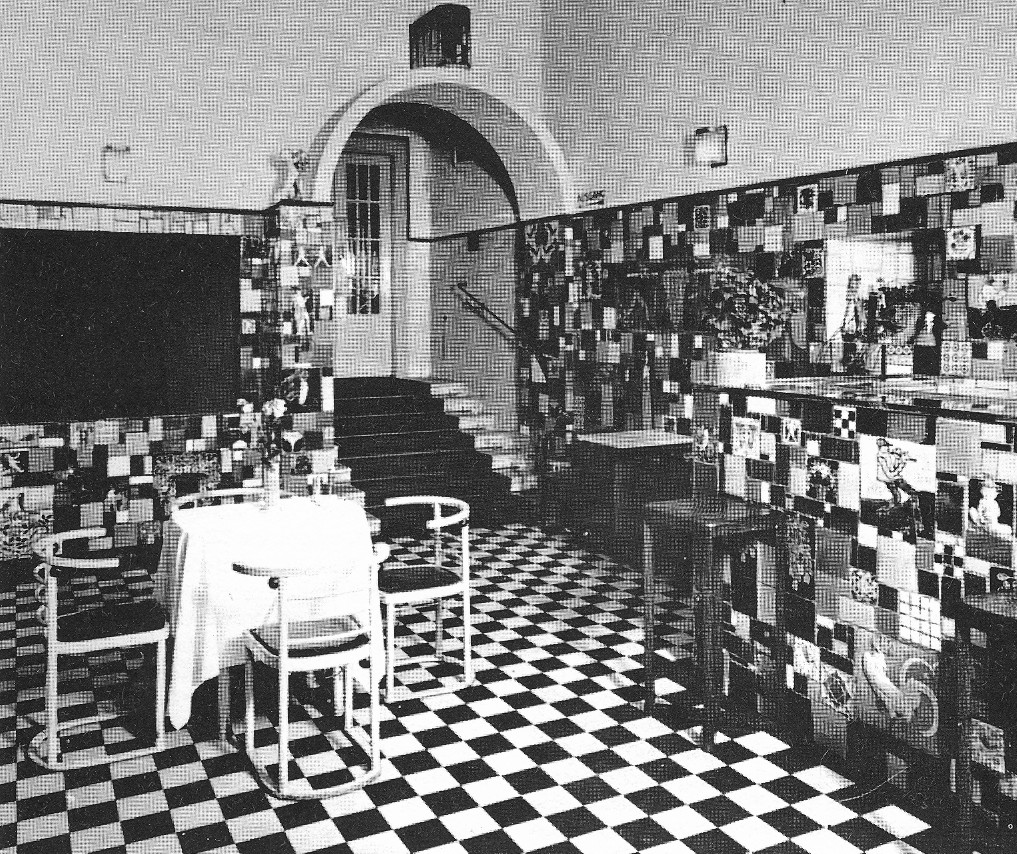
Хол кабаре «Fledermaus»

Від 1906 року Егон Фрідель виступав як артиста кабаре і конферансьє в закладах «Nachtlicht», «Hölle» і «Fledermaus». В кабаре «Fledermaus», названому на честь оперети Йоганна Штрауса, він був художнім керівником від 1908 до 1910 року. В цей же час продовжував публікувати нариси й вірші. 1910 року видавець Самуель Фішер доручив Фріделю написати біографію Петера Альтенберга. Праця Фріделя, опублікована 1912 року, не стала комерційно успішною, але розбудила в ньому інтерес до історії культури.

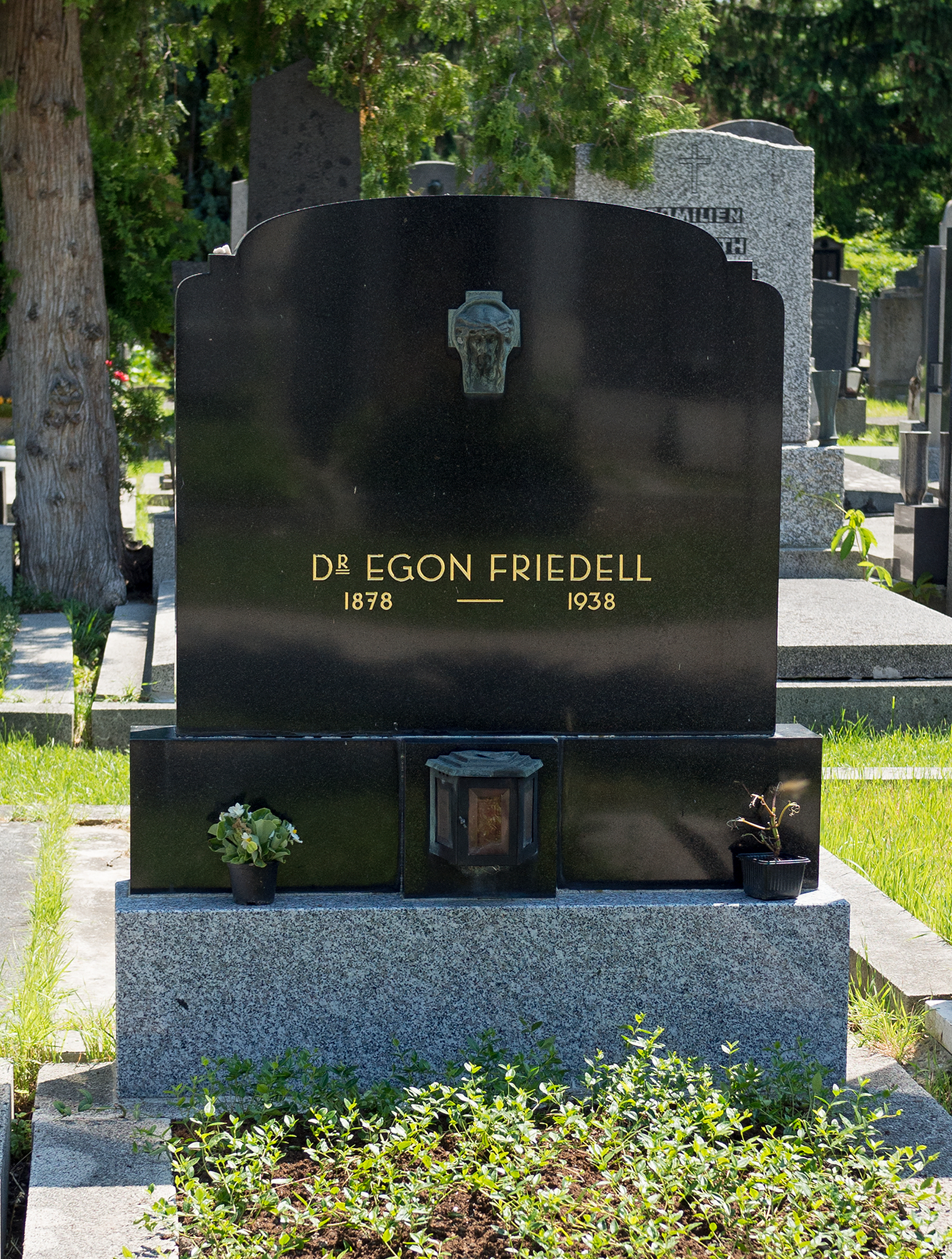
Могила на віденському Центральному кладовищі

Як актор Егон Фрідель вперше з'явився 1905 року в організованій Карлом Краусом та поставленій Франком Ведекіндом приватній виставі «Скринька Пандори» . Разом з журналістом Феліксом Фішером він заснував 1910 року «Intime Theater», 1912 року виступав у кабаре в Берліні, а 1913 року працював короткий час актором у режисера Макса Рейнхардта.
Від 1914 року у Фріделя все помітнішими стали проблеми з алкоголем і зайвою вагою, тому він був змушений пройти курс лікування в санаторії під Мюнхеном. З початком першої світової війни він опублікував шовіністичні праці проти противників війни і зголосився добровольцем на фронт, але йому було відмовлено за станом здоров'я. Після закінчення війни його спадок став жертвою інфляції. Від 1919 до 1924 року Фрідель працював журналістом і театральним критиком у різних журналах і газетах, зокрема в Neues Wiener Journal. Він також працював драматичним радником, театральним режисером і актором у Макса Рейнхардта в Німецькому театрі у Берліні і в Бурґтеатрі у Відні.
Від 1927 року через проблем зі здоров'ям він не мав постійної роботи; працював як есеїст, незалежний письменник і перекладач, головним чином з історії культури сучасності. Після захоплення влади у Німеччині нацистами, німецькі та австрійські видавці відмовилися від публікації робіт Фріделя, який несхвально відгукувався про гітлерівський режим. В кінці 1937 року його праці конфісковано націонал-соціалістичним режимом на тій підставі, що вони не відповідали історичному образу НСДАП. В лютому 1938 року в Німеччині остаточно заборонено культурну спадщину Егона Фріделя.
Вчинив самогубство 16 березня 1938 року, вистрибнувши з вікна власного будинку, коли його прийшли заарештовувати штурмовики з СА. Похований на Центральному кладовищі міста. 2005 року його могилу зараховано до «Почесних могил» кладовища.
1954 року на його честь названо вулицю Egon-Friedell-Gasse у віденському районі Флоридсдорф. 1978 року з нагоди його 100-річчя в Австрії випущено поштову марку.

## Історія культури
З кінця 1920-х років Фрідель працював над працею свого життя, тритомною «Культурологічною історією Нового часу», в якій в оригінальній, проникливій і подекуди анекдотичній манері описано розвиток від пізнього середньовіччя до імперіалізму. Епоха Нового часу починається з великої чуми 1348 року і описується Фріделем як історія хвороби, що завершується « величезним Едіповим комплексом». Загалом підхід до історії Фріделя сформувався під впливом Освальда Шпенглера та Якоба Буркгардта.
У 1925 році перший том був опублікований видавництвом Ullstein-Verlag, компаньйон якого Герман Ульштайн підозріло ставився до актора-історика Фріделя. Після п'яти наступних відмов мюнхенський видавець Гайнріх Бек опублікував усю працю в 1927 році. Вона мала великий успіх і на сьогоднішній день перекладена сімома мовами. Згодом Фрідель отримав можливість працювати як вільний письменник; його праці з історії культури нині публікує академічне видавництво C. H. Beck.
У 1936 році перша частина культурної історії античності (Kulturgeschichte Ägyptens und des Alten Orients) була опублікована швейцарським видавництвом Helikon. Незавершена культурна історія Греції, друга частина культурної історії античності, була опублікована посмертно після Другої світової війни. Планувалися подальші томи, присвячені римському та ранньохристиянському періодам.

## Твори
- Новаліс як філософ / Novalis als Philosoph. Bruckmann, München 1904.
- Гасовий король / Der Petroleumkönig. 1908
- Ґете. Одна сцена / Goethe. Eine Szene (mit Alfred Polgar). C. W. Stern, Wien 1908.
- Ecce poeta. S. Fischer, Berlin 1912.
- Від Данте до д'Аннунціо / Von Dante zu d'Annunzio. Rosner & Stern, Wien 1915.
- Трагедія Іуди / Die Judastragödie. In vier Bühnenbildern und einem Epilog. Strache, Wien 1920.
- Пробема Ісуса / Das Jesusproblem. Mit einem Vorwort von Hermann Bahr, Rikola, Wien 1921. онайн [Архівовано 24 березня 2020 у Wayback Machine.]
- Steinbruch. Vermischte Meinungen und Sprüche. Verlag der Wiener Graphischen Werkstätte, Wien 1922.
- "Das ist klassisch!" Nestroy-Worte. Hg. von Egon Friedell. Mit acht Rollenbildern, Wiener-Drucke, Wien 1922.
- Культурна історія Нового часу. Криза європейської душі від чорної чуми до світової війни / Kulturgeschichte der Neuzeit. Die Krisis der europäischen Seele von der schwarzen Pest bis zum Weltkrieg. 3 Bde. Beck, München 1927–31.
- Мала філософія / Kleine Philosophie. Vermischte Meinungen und Sprüche. Phaidon, Wien 1930.
- Культурна історія античності. Життя і легенди дохристиянської душі. Частина перша: Єгипет і Стародавній Схід / Kulturgeschichte des Altertums. Leben und Legende der vorchristlichen Seele. Erster Teil: Ägypten und der Alte Orient. Helikon, Zürich 1936.

## Українські переклади
- Еґон Фрідель, Альфред Польґар. Ґете на іспиті. Переклад з німецької Лариси Олексишиної. — Чернівці: «Книги — XXI», 2014. — 36 с.
- Еґон Фрідель. Злосливі хлопці [Текст] / Еґон Фрідель, Альфред Польґар ; передм. Флоріана Рінеш ; [пер.: Т. Супрун та ін.] = Böse Buben / Egon Friedell, Alfred Polgar: есеї. — Чернівці: Книги-ХХІ, 2014. — 183 с. — Текст укр., нім. — ISBN 978-617-614-065-8